# Вива пињата
Вива пињата (енг. Viva Piñata) је компјутерска анимирана телевизијска серија коју су продуцирали 4Kids Productions и Bardel Entertainment у сарадњи са Мајкрософтом,  и заснована је на истоименој Xbox 360 видео игри која је објављена уз цртани. Лојд Голдфајн и Пол Грифин били су извршни продуценти, при чему је Мајк деСев био уредник приче, а Ен Бернштајн и Дејвид Стивен Коен међу писцима серије. 
Вива Пињата је премијерно приказана 26. августа 2006. године пре него што је уклоњена са распореда 25. октобра 2008.  У Србији је емитована крајем 2000-их првобитно на Хепи телевизији, а затим на Минимаксу, Мини Ултра, Ултра, Пинк супер кидс, ТВ Авала, и Пинк 2. Синхронизацију је радио студио Хепи ТВ и Лаудворкс.  

## Синопсис
На острву Пињата, пињате разних врста слободно лутају баштама, једу слаткише и коегзистирају једна са другом у мирном друштву. Када слаткиши пињате у унутрашњости достигну довољно висок ниво, они се шаљу на забаву преко Пињате Централ Каноњате, где ће их посетиоци разбити пре него што буду поправљени и враћени на острво. Серија прати групу блиских пријатеља пињате и њихове свакодневне животе на острву.  

## Ликови

### Главни ликови
- Хадсон Хорстакио: Коњска пињата са телом зелене боје попут пистација, Хадсон је једна од најпопуларнијих пињата у послу. Као славна личност понекад мора да се маскира када је у јавности. Његови пријатељи често морају да држе под контролом његов его. Ужива у плесу и даје екстравагантне изјаве о себи.
- Поли Прецтејл: Укрштање переца и црвенорепе лисице, Поли је безвезна врста пињате за коју би се лако могло сматрати да је "паметна кломпе" главне глумачке екипе (поред Леса). Он је Фергијев најбољи пријатељ и дели његову аверзију према слању на журке (иако му то више смета него што је Фергијева идеја да одлазак на журку размишља као застрашујућа). Изгледа да је добар у кувању као што је приказано у епизоди 'Рецепт за катастрофу'.
- Ферги Фуџехуг: Мешанац фуџа и јежа, Ферги воли слаткише, али се плаши журки. Он је Полиејев најбољи пријатељ, и Лангстон га често тражи да би присуствовао забавама, али увек успева да побегне из мреже свог хватача буба. Његова фраза је "Ох, фуџ!"
- Френклин Физли: смеђи гризли медвед са љубичастим и жутим пругама. Ужива у сурфовању и обично говори са сурферским акцентом и сродним изразима. Прилично је опуштен и повремено има тренутке интелектуализма. Није добар у лагању. Такође црта и портрете осталих пињата. У видео игрици, његова даска за сурфовање је ставка коју играч може купити.
- Тина & Тедингтон Твингерснеп: Двоглава змија укрштена са ђумбиром. Они деле тело, али се много свађају. Показало се да обојица поседују ниже вештине баштованства. Упркос чињеници да изгледа да се мрзе (на крају крајева, они су брат и сестра), у једној епизоди када су случајно раздвојени, на крају им увелико недостаје друга половина. Тедингтон је најгори певач на острву Пињата и из неког разлога има префињен британски нагласак.
- Ела Елефанила: Укрштање слона и ваниле, Ела пати од краткорочног губитка памћења, што је у супротности са изреком да слон никада не заборавља. Она ужива у балету. Због њених елегантних потеза, то је довело до тога да су се Поли и Ферги обојица силно, привремено заљубили у њу. Чак су је позвали на плес, али је заборавила да су је обоје позвали. Нема доказа да су и Ферги и Поли још увек заљубљени у њу, а ако јесу, веома су суптилни у томе.
- Лес Галагугу: Мешанац Галага и Гугуа, Лес је паметан и спретан, међутим, када говори, то испада као блебетање високог тона. Лес је заузео друго место у анкети Вива пињата. Чини се да би главна глумачка екипа могла да га разуме, али да га једноставно игнорише. У једној епизоди је могао да говори, али је игнорисан као и увек.
- Лангстон Ликатод: Укрштање сладића и крастаче, Лангстон управља Каноњатом. Редовно покушава да ухвати прикривени двојац Ферги и Поли како би их послао на забаве.
- Професор Пестер: Острвљанин налик вуду који је био главни негативац. У свим епизодама у којима се појављује, он и његови грубијани покушавају да ухвате и униште пињату (обично Хадсон), ако не и све, да би добили своје слаткише. Имајте на уму да он не изгледа као пињата. Када је променио своју личност и срећно прогутао све Фергијеве бомбоне, скениран је на путу до Каноњате и откривено је да нема слаткиша. Нити се чини да је било који од његових грубијана пињата; једна епизода показује да су живели на острву пре доласка Пестера и да су делимично одговорни за неуспех његовог експеримента Соурс. Његова фраза је „Не кајем се“, и он то увек каже када му се планови покваре и на крају изгуби. Он и Руфијанс су једини не-пињати из игара који су доспели у емисију, мада треба приметити да је Лифос у делићу секунде направио камео у уводној шпици управо када спикер каже „Добродошли на острво Пињата“ на екрану померајући се преко поља.

### Споредни ликови
- Беверли Беџесикл: Хадсонов највећи, веома опсесивни обожаватељ.
- Сесил Чокодил: Сесил је једина пињата на острву која мисли да су Чортлесове шале смешне, због чега је бризнуо у плач од смеха. У свету пињате, сузе од чоколаде су одлично ђубриво, па док се смеје и плаче на његове лоше шале, он такође помаже Чортлсу у његовој башти.
- Чортлес Чипопотамус: Чортлес има ужасан смисао за хумор, али фантастичне баштованске вештине. Само Сесил Чокодил мисли да су његове шале смешне, а Чортлс користи Сесилове сузе да помогне свом врту да расте.
- Др Квнси Квакбери: Доктор и психијатар. Носи наочаре и кравату, и обично прича лоше вицеве.
- Велики Бонбун: Створење које се претвара да је свезнајући гуру да би украло слаткише од лаковерних пињата као што је професор Пестер. Обично медитира, али када нико није присутан, разговара телефоном са својим пријатељем Сидом нормалним гласом. Паулие је једина пињата која прозре своју лукавштину.
- Краљ Роарио: Краљ острва Пињата.
- Мабел Музипан: Она поседује добро одржаван повртњак и презире преступнике. Пријатељица је са Флоренс Физлибеар.
- Пеки Пуџон: Пеки снима фотографије за локалне новине острва Пињата, Пињата Јада Јада. Воли да оговара свакога и потрудиће се да унесе сочну мерицу за новине.
- Пјер Парибо: Пјер организује разне активности на острву Пињата. Он је и диск-џокеј за позивну радио емисију.
- Руфијанс: неспретни послушници професора Пестера који му обично кваре планове, јер не схватају добро наређења. Шетају се с једне на другу страну и воле да се шале. Према речима Пестера, три су дечака и једна девојчица.
- Петунија Прецтејл: кунг-фу ратница која је пријатељица са Флоренс Физлибеар, Франсин Фуџог, а посебно Хејли Хостачио, и учи Фергија и Полија како да пронађу сопствени "фу".
- Превит Профитамол: Сјајна животиња која изгледа као једини механичар на острву и он је чудо у измишљању. Такође воли сапуне и жељно их посматра.
- Ширли Шелибин: Ширли је оптимистична и увек је спремна да започне нову авантуру.
- Симон Цимејмун: Хадсонов жустар и сналажљив агент. Говори веома брзо, брзо одбројавајући Хадсонов распоред. Понекад се чини да жели своју плату више од Хадсонове славе, али се повремено показује да брине о њему на строг и охрабрујући начин.